# تاشکین‌کوی
تسکینکوی (به لاتین: Taşkınköy) یک منطقهٔ مسکونی در قبرس است که در شهرداری لفکوشای ترک واقع شده‌است. تسکینکوی ۳٬۸۴۷ نفر جمعیت دارد.